# 新世纪福音战士剧集列表
《新世纪福音战士》（日语：新世紀エヴァンゲリオン）是由日本动画制作公司Gainax和龙之子制作并由庵野秀明导演的动画系列片。本剧共计26集，最早于1995年10月4日在日本东京电视台公开播出，并于1996年3月27日结束其首次播映。《新世纪福音战士》是一部机甲风格的世界末日动画。故事主要发生在全球灾难之后的未来东京，以EVA的驾驶员和NERV的成员为中心，试图阻止灾难再次发生。剧情聚焦于准军事组织NERV招募来的一名十多岁男孩，驾驶一架名为“EVA”的大型半机器人，对抗被称为“使徒”的怪物。

## 制作经纬
Gainax工作室的准备工作最早始于1993年7月，同年9月20日在其内部召开了会议将项目名称定为“人造人Evangelion”，但是首两集的制作却是始于1994年9月，中间持续了数月。剧本创作的时间也很长。据导演庵野秀明的回忆，第一集的剧本在六个月之后才完成。在1995年7月22日至23日举行的第二届“Gainax festival”上，首两集以16毫米格式在200人的面前进行了小范围放映。尽管当时成品依然处于初期阶段，但两集都收到了观影者的好评。这两集的单集导演由《EVA》副导演鹤卷和哉担任，庵野秀明和摩砂雪担任单集副导演，他们亲自绘制了全集的分镜。作画监督分别由铃木俊二和本田雄担任。配音始于1995年3月27日。在这期间制作进度很不稳定，并且并没有遵循事件的时间顺序。由于不可抗力的原因，第六集是紧随在前三集之后制作的，随后才是第四和第五集。第四集由甚目喜一负责绘制分镜，这一集也是唯一没有庵野秀明参与编剧的剧集。从第三集以后，薩川昭夫加入了编剧队伍，他参与了本剧其他几集的情节构思和剧本创作。在这一阶段，吉卜力工作室也参与了第十一集的绘制工作。
在第三、第四集中，庵野秀明希望通过极其逼真的角色塑造来超越其他机甲动画，因此开始探讨角色的心理维度。然而从第八集开始，他决定加入更多幽默的场景，减少对人物心理剖析的桥段。这一阶段花费了四个多月的时间，其中两个月被用于绘制分镜。作品以欢快和幽默著称的樋口真嗣被指定负责第八集和第九集的分镜绘制。
据导演介绍，在《新世纪福音战士》最后几集的制作过程中，由于“灾难性”的日程安排，出现了许多档期问题。龙之子和东京电视台未能妥善安排该剧的档期，引起庵野秀明的不满和不耐烦。最终迫使GAINAX在制作中重新使用之前剧集中使用过的帧，从而导致作画质量直线下降。

## 播映历史
在完成了最初几集的制作后，《EVA》第一集于1995年10月4日正式播出，比原计划延期了很久。播映最初未被大众所重视（尽管受到了那些被邀请参加早期放映的Gainax影迷的热烈响应），观众范围增长缓慢，而且主要是靠口口相传。
第16集标志着一个明显的转变，这个转变把Evangelion的下半部分描述为更多的是心理上的而不是行动或冒险。这种重点的改变部分是由于故事的发展，但也部分是因为到这一点，制作已经开始耗尽资金和无法满足时间表；这种崩溃已经被至少是鹤卷和哉导演认定为推动Evangelion转变为内部冲突：
我不介意。时间表完全是一场灾难，电影的数量直线下降，所以有些地方的质量很不幸地受到了影响。然而，紧张的工作人员，因为我们都变得更加绝望和疯狂肯定出现在电影...关于生产系统完全崩溃的时候，有一些意见认为,“如果我们不能做令人满意的工作，那么继续下去还有什么意义？”然而，我并不这么认为。我的意见是，“为什么我们不向他们展示整个过程，包括我们的崩溃。”
尽管如此，到了第18集，EVA初号机的狂暴行为已经引起了足够的轰动，“被批评为不适合儿童观看的动画节目”，而第20集也同样因为在画面外有葛城美里和加持良治发生性关系而受到批评。随着这种饱受评论的现象，第一卷录影带《Genesis 0：1》（内含头两集）刚一发售就卖光了。当这部系列剧的最后一集播出时，整个故事显然还没有结束：第三次冲击和人类补完计划被暗示甚至还没开始就已经结束，而最后两集却主要集中在剧中人物的心理上。这给观众留下了深深的疑惑，不清楚究竟发生了什么。为了更好地解释结尾发生的事情，制作团队另外制作了电影《新世纪福音战士剧场版：THE END OF EVANGELION》取代或说是补充了电视放映的第25和26集。
该剧于2000年首次在北美旧金山地区的美国公共广播公司成员电视台“超级电视台KTEH”（现在的KQEH）播出，作为其“Sunday Late-Prime“（晚上9点至午夜12点）科幻节目系列的一部分。前两集在2003年2月24日至25日作为Toonami的巨型机器人周的一部分首次在卡通网络上以译制格式播出，不过这两集的内容都经过了大量的剪辑。后来，从2005年10月20日到2006年4月13日，全剧在Adult Swim上几乎未作剪辑的全部播出。
2004年，英语版授权方A.D. Vision在其白金版DVD套装中发布了导演剪辑版的第21至24集。导演剪辑版中包括了部分重制过的片段以及一些新加片段，以更好地解释发生在《新世纪福音战士剧场版：THE END OF EVANGELION》中的事件。

## 剧集列表
每一集都有两个标题：一个是原版的日文标题，另一个是由动画制作方Gainax自己选择的英文标题，以吸引眼球的形式出现。大多数情况下，官方英文标题并不是日文标题的直接翻译。例如，第二集的日文标题意为“陌生的天花板”，英文标题却是“野兽”（THE BEAST）。不过这两种标题也有意义相似或相同的时候，就像第一集的标题《使徒来袭》一样。2019年Netflix版的英文字幕使用了日文各集标题的直接翻译。下表所示中文标题翻译来自普威尔。
| 集数 | 中文标题 英文、日文标题                                                                         | 演出                 | 剧本                       | 分镜                       | 作画监督   | 首播日期       | 收视率 |
| --- | ----------------------------------------------------------------------------------------------- | -------------------- | -------------------------- | -------------------------- | ---------- | -------------- | ------ |
| 第一集EPISODE:1 | 使徒來襲 ANGEL ATTACK（）                                                                       | 鶴卷和哉             | 庵野秀明                   | 摩砂雪、庵野秀明           | 鈴木俊二   | 1995年10月4日  | 6.8%   |
| 公元2000年，在首次与被称为“使徒”的神秘生物之间灾难性接触后导致了被称为“第二次冲击”的全球性大灾难，这场灾难最终消灭了一半的人类。为了保护人类在未来免受使徒的袭击，联合国在第3新东京市建立了NERV组织，开发被称为EVA的巨型生物机械。15年后，使徒终于回来了，而未经测试的EVA只能由专门挑选的14岁年轻人们来驾驶。与NERV司令碇源堂关系疏远的儿子碇真嗣被同一组织成员葛城美里护送到达第3新東京市的NERV要塞。在那里，真嗣被父亲强制要求驾驶EVA初号机与正在攻击城市的使徒Sachiel进行战斗。在未经训练的情况下，真嗣很快就被打到。 |                                                                                                 |                      |                            |                            |            |                |        |
| 第二集EPISODE:2 | 陌生的天花板 THE BEAST（）                                                                      | 鹤卷和哉             | 榎户洋司、庵野秀明         | 摩砂雪、庵野秀明           | 本田雄     | 1995年10月11日 | 5.3%   |
| 在医院的病房中醒来的真嗣，望着天花板说出了本集的标题“陌生的天花板”。真嗣搬到美里住处并开始在第三新东京市的定居生活。在公寓里安顿下来后，他终于在浴缸里回忆起了那场激烈的战斗。原来在真嗣驾驶下的初号机在被击倒后，突然失控，自行野蛮地攻击了使徒，并最终使其自爆。 |                                                                                                 |                      |                            |                            |            |                |        |
| 第三集EPISODE:3 | 沒有響過的電話 A transfer（）                                                                   | 石堂宏之             | 薩川昭夫、庵野秀明         | 鹤卷和哉、石堂宏之         | 細井信宏   | 1995年10月18日 | 7.1%   |
| 真嗣开始在第3新东京市的学校上学，同学中包括鈴原冬二、相田剑介和洞木光等人。冬二十分憎恨真嗣，因为他的妹妹在真嗣与使徒Sachiel的战斗中受了重伤。就在此时另一个使徒Shamshel出现了。在战斗中，真嗣被使徒推到了绝境，同时又发现了逃出避难所的冬二和剑介。在美里的指挥下，真嗣用驾驶舱收容了二人。但却在最后几秒钟里违背美里的命令，不顾一切的冲向Shamshel，并野蛮地将它击败。在目睹真嗣了作为一名EVA驾驶员的的真实生活后，冬二决定放下他的怨恨。                                                                              |                                                                                                 |                      |                            |                            |            |                |        |
| 第四集EPISODE:4 | 雨、逃出去之後 Hedgehog's Dilemma（）                                                           | 加賀ツヨシ           | 薩川昭夫                   | 甚目喜一                   | 重田智     | 1995年10月25日 | 5.8%   |
| 成为EVA驾驶员并与使徒战斗使得真嗣感到身心俱疲，于是选择离开美里的家出走。他并没有走的很远，而是在第三新东京市漫无目的地游荡，并由此偶遇独自在野外玩生存游戏的剑介。很快真嗣被NERV发现并带回，勉强接受继续驾驶EVA。美里看到他这样的态度表示如果他不能端正态度就该退出，于是真嗣被撤职，准备离开第3新东京市。剑介和冬二来到车站道别，后者就打了真嗣而表示后悔并请求得到原谅。美里在电车发车最后一刻赶到，但电车驶过后真嗣仍留在月台上。在长达50秒的对视后，真嗣向美里表示他回来了，美里也报以欢迎。                        |                                                                                                 |                      |                            |                            |            |                |        |
| 第五集EPISODE:5 | 零、心的彼方 Rei I（）                                                                          | 杉山慶一             | 薩川昭夫、庵野秀明         | 甚目喜一                   | 鈴木俊二   | 1995年11月1日  | 7.2%   |
| 在真嗣来到NERV之前，EVA零号机在启动实验中失控，机体停止运作后，碇源堂立即冲过去救出受到重创的驾驶员绫波丽。真嗣得知此事后，非常在意绫波丽与父亲源堂的关系，他发现绫波非常孤立，没有朋友。受赤木律子的拜托，真嗣把更新后的身份卡交给绫波，这才和她说上话。绫波听到真嗣说源堂的坏话后打了他一巴掌，同一天零号机顺利启动。就在此时，第五使徒出现了，源堂命令出动初号机。真嗣刚出基地，便遭到使徒的高能光束击中，几近死亡。                                                                                                  |                                                                                                 |                      |                            |                            |            |                |        |
| 第六集EPISODE:6 | 決戰、第3新東京市 Rei II（）                                                                    | 石堂宏之             | 薩川昭夫、庵野秀明         | 摩砂雪                     | 細井信宏   | 1995年11月8日  | 7.7%   |
| 使徒开始用盾构向NERV总部掘进，其拥有强力的AT力场防御，还会自动攻击一定距离内的外敌。针对现况，美里制定了「屋島作戰」：使用阳电子炮集中全日本的电力，在目标攻击范围外进行超远距离射击。真嗣恢复后驾驶初号机担任炮手，第一发没有击中，随即遭到使徒的高能光束反击，幸好绫波驾驶零号机在前面用护盾保护。接着第二发成功贯穿使徒，将其歼灭。真嗣之后打开零号机驾驶舱舱门，发现绫波还活着，宽慰地哭了起来。绫波不知该如何回应而困惑，真嗣回答说只要微笑就好。                                                                   |                                                                                                 |                      |                            |                            |            |                |        |
| 第七集EPISODE:7 | 人所製造的東西 A HUMAN WORK（）                                                                 | 杉山慶一             | 榎户洋司、庵野秀明         | 杉山慶一、庵野秀明         | 鈴木俊二   | 1995年11月15日 | 5.9%   |
| 真嗣继续着NERV和校园生活，知道了更多第二次冲击、EVA和使徒的事情。律子和美里受邀参加JA完成发布会，JA是由NERV的竞争对手开发的核能驱动巨型机器人，被视为EVA的替代品。然而在展示中，JA失去控制，面临堆芯熔毁危机。真嗣驾驶初号机追上JA，美里进入其内部试图化解危机。美里输入的密码错误，反应堆却在最后一刻自动运作，然后恢复正常。事后律子向源堂报告，透露是他们破坏了这次活动。 |                                                                                                 |                      |                            |                            |            |                |        |
| 第八集EPISODE:8 | 明日香、来到日本 ASUKA STRIKES!（）                                                             | 鹤卷和哉             | 榎户洋司、庵野秀明         | 樋口真嗣                   | 本田雄     | 1995年11月22日 | 7.6%   |
| 太平洋舰队正运送EVA贰号机及其驾驶员惣流·明日香·蘭格雷去日本，美里带着真嗣等人前来接收，然后遇到了前男友加持良治，加持也是NERV的人，负责护送明日香。不久后，第六使徒开始在水下攻击舰队，明日香认为这是展示身手的好机会，带着真嗣一起启动贰号机出击，但很快被使徒拖入水下而无法战斗。美里制定了作战方案：将两艘战舰下沉到使徒嘴里进行零距离攻击，贰号机负责将使徒的嘴打开。作战成功，使徒被消灭。事后，加持将亚当交给源堂，明日香转入真嗣的班级。                                                                          |                                                                                                 |                      |                            |                            |            |                |        |
| 第九集EPISODE:9 | 瞬間、心心相印 Both of You, Dance Like You Want to Win!（）                                     | 水島精二             | 薩川昭夫、庵野秀明         | 樋口真嗣                   | 長谷川真也 | 1995年11月29日 | 7.1%   |
| 第七使徒登陆日本，真嗣驾驶初号机、明日香驾驶贰号机出击。战斗中，初号机和贰号机被能够一分为二的使徒击倒，然后不得不动用N2武器拖延时日。备战中，律子将加持的作战方案交给美里。此次作战需要真嗣和明日香合作，同时攻击使徒分出的两部分。为了使两人步调一致，美里安排明日香到家里和真嗣共同生活，让两人伴随着音乐进行协调训练。经过练习，一开始不协调的两人在战斗当天以同步的动作完成作战，将使徒歼灭。 |                                                                                                 |                      |                            |                            |            |                |        |
| 第十集EPISODE:10 | 熔岩潛航者 MAGMADIVER（）                                                                       | 加賀ツヨシ、石堂宏之 | 薩川昭夫、庵野秀明         | 加賀ツヨシ、庵野秀明       | 重田智     | 1995年12月6日  | 9.5%   |
| 学校休学旅行要去冲绳，但EVA驾驶员必须随时待命而无法参加，明日香因此非常恼火。NERV在淺間山火山口内岩浆深处发现了尚未孵化的第八使徒，随后发布A-17命令，试图活捉使徒加以研究。明日香受命驾驶贰号机深入岩浆中捕捉它，配备特殊装备刚捕捉到，使徒突然迅速成长并挣脱，任务不得不改为歼灭之。由于环境恶劣，明日香处于劣势，后以热胀冷缩原理用冷却液配合攻击，将使徒消灭。然而，升降装置在战斗中被毁，危难之际，真嗣救了明日香。                                                                                                  |                                                                                                 |                      |                            |                            |            |                |        |
| 第十一集EPISODE:11 | 在靜止的黑暗中 The Day Tokyo-3 Stood Still（）                                                  | 渡邊哲哉             | 榎户洋司、庵野秀明         | 摩砂雪                     | 河口俊夫   | 1995年12月13日 | 9.0%   |
| 律子进行EVA零号机测试实验时，NERV总部突然停电，原因不明，疑似被人蓄意破坏。美里和加持困在电梯里，三位驾驶员阻隔在总部外。另一方面，第九使徒向第3新东京市进发。三位驾驶员听到使徒来袭的消息后，寻找进入总部的路线，最终通过通风管道抵达。此时，碇源堂司令已安排人员手动完成EVA出击准备。三人分别登上EVA战斗，合作杀死使徒。 |                                                                                                 |                      |                            |                            |            |                |        |
| 第十二集EPISODE:12 | 奇蹟的價值 She said, "Don't make others suffer for your personal hatred."（）                   | 石堂宏之             | 薩川昭夫、庵野秀明         | 摩砂雪                     | 重田智     | 1995年12月20日 | 7.4%   |
| 美里晋升少校，众人为她庆祝，这时司令源堂和副司令冬月已离开总部到达南极。巨大的第十使徒出现在卫星轨道上，使徒将自己的一部分投下，在地表造成巨大破坏，并且坠落地点不断向第3新东京市修正。一旦使徒主体坠下，将会摧毁第3新东京市和NERV总部。美里制定了成功率极低的作战方案，三体EVA奔跑移动以提前到达使徒坠落的地点，然后释放AT力场接住并杀死之。作战非常成功，堪称奇迹，真嗣的表现也获得源堂称赞。真嗣意识到自己成为驾驶员可能是为了得到父亲的表扬。                                                                        |                                                                                                 |                      |                            |                            |            |                |        |
| 第十三集EPISODE:13 | 使徒入侵 LILLIPUTIAN HITCHER（）                                                                | 冈村天斋             | 磯光雄、薩川昭夫、庵野秀明 | 冈村天斋                   | 黃瀨和哉   | 1995年12月27日 | 3.4%   |
| 律子维护完总部的超级计算机MAGI后，进行驾驶员同步率测试。与此同时，第十一使徒侵蚀了模拟体。在律子等人的反制下，使徒快速适应并进化形成一个类似电子回路的微生物群，然后入侵MAGI系统。律子设置系统减缓运作以拖延时间，此时使徒已控制MAGI三部分中的Melchior和Balthasar并提议自爆，只待控制Casper。律子主张利用Casper反向侵入使徒并植入自灭。作战成功后，律子向美里说明，MAGI是自己母亲的人格移植系统。 |                                                                                                 |                      |                            |                            |            |                |        |
| 第十四集EPISODE:14 | SEELE、魂之座 WEAVING A STORY（）                                                               | 大塚雅彦、安藤健     | 庵野秀明                   | 庵野秀明                   | 鹤卷和哉   | 1996年1月3日   | 0.9%   |
| 前半部分是总集篇，以源堂向SEELE报告的形式回顾了目前为止的使徒来袭事件。后半部分以一段绫波的独白开场，在律子进行的驾驶员机体互换试验中，绫波可以很好地与初号机同步。但是真嗣与零号机同步时，零号机猛然发狂，和以前一样袭击防护玻璃。美里以为攻击目标是站在玻璃边的绫波，然而，律子觉得攻击的是自己。 |                                                                                                 |                      |                            |                            |            |                |        |
| 第十五集EPISODE:15 | 謊言與沉默 Those women longed for the touch of others' lips, and thus invited their kisses.（） | 羽生尚靖             | 薩川昭夫、庵野秀明         | 甚目喜一                   | 鈴木俊二   | 1996年1月10日  | 6.0%   |
| 加持良治开始秘密调查NERV背后的秘密。之后的某一天，他同美里以及律子参加了一场朋友的婚礼。与此同时，绫波和真嗣在课后被留下来打扫卫生，而明日香则被洞木光安排去约会。真嗣在为他母亲碇唯扫墓时遇见了碇源堂。那天晚上晚些时候在美里的公寓里，明日香亲吻了真嗣，这让他感到几乎窒息。美里和加治最终重燃旧恋，但她也发现加持是被日本政府派遣进入NERV的双重间谍。加持反过来向她透露NERV对她隐瞒了一些事情。之后加持向她展示了被藏在NERV总部的深处，被认为是第一天使的亚当。                                                       |                                                                                                 |                      |                            |                            |            |                |        |
| 第十六集EPISODE:16 | 致死之病，然後... Splitting of the Breast（）                                                   | 鹤卷和哉             | 山口宏、庵野秀明           | 鹤卷和哉                   | 長谷川真也 | 1996年1月17日  | 9.1%   |
| 真嗣的同步率超越明日香成为第一，自信地出任前锋。第十二使徒以球体出现在第3东京市上空，地上的影子将初号机以及真嗣吞噬。那个影子才是使徒本体，内部是被称为狄拉克之海的虚数空间。律子提议动用所有N2武器以夺回初号机，她还取代美里成为此次作战指挥，这让美里对律子和源堂的猜疑加重。另一方面，真嗣被困，开始与另一个自己对话。快到生命极限之际，真嗣忽然感受到一股母亲般的温暖。作战开始前，初号机猛烈地将使徒撕裂而出，美里和律子等人目睹后也不免心生畏惧。                                                                  |                                                                                                 |                      |                            |                            |            |                |        |
| 第十七集EPISODE:17 | 第四個適任者 FOURTH CHILDREN（）                                                                | 大原实               | 樋口真嗣、庵野秀明         | オグロアキラ               | 花畑まう   | 1996年1月24日  | 7.3%   |
| EVA4号机的S2机关搭载实验发生事故，美国NERV第2支部因此消失。美国剩下的3号机转交至日本NERV，总部安排于松代进行启动试验，并找到新的驾驶员人选，正是真嗣的同学冬二。此时冬二正过着校园生活，真嗣对驾驶员人选也完全不知情。 |                                                                                                 |                      |                            |                            |            |                |        |
| 第十八集EPISODE:18 | 生死的抉擇 AMBIVALENCE（）                                                                      | 冈村天斋             | 樋口真嗣、庵野秀明         | 冈村天斋                   | 黃瀨和哉   | 1996年1月31日  | 9.6%   |
| 洞木光暗恋着冬二，为他做了便当，但冬二这天没来学校。3号机启动试验开始后不久，发生爆炸事故。第十三使徒入侵并控制了3号机，向NERV总部前进。美里和律子受爆炸事故波及，因此碇源堂司令亲自指挥作战。贰号机和零号机三两下就被打倒，初号机也面临危险，真嗣却因为3号机上有驾驶员被困，还在犹豫要不要攻击。源堂见状，决定启用傀儡操纵系统。换上傀儡系统的初号机展开野兽般的反击，完全压制3号机，捏碎其驾驶舱插入栓。驾驶员大难不死，真嗣发现竟然是冬二。                                                                           |                                                                                                 |                      |                            |                            |            |                |        |
| 第十九集EPISODE:19 | 男子漢的戰鬥 INTROJECTION（）                                                                   | 摩砂雪               | 薩川昭夫、庵野秀明         | 摩砂雪                     | 本田雄     | 1996年2月7日   | 8.0%   |
| 因为对父亲的愤怒，真嗣打算离开第3新东京市，第十四使徒却在这个时候来袭。明日香的贰号机在地下都市迎击，惨败；绫波驾驶零号机发动自杀式炸弹攻击，即便如此使徒仍然健在。目睹惨状的真嗣与加持交谈之后，决定再次驾驶初号机。真嗣拼命战斗，但能源很快就用完了，遭到使徒反制。危难之际，初号机突然觉醒，同步率达到400%，完全压制使徒。初号机开始捕食使徒，侵吞其S2机关。 |                                                                                                 |                      |                            |                            |            |                |        |
| 第二十集EPISODE:20 | 心之貌，人之形 WEAVING A STORY 2:oral stage（）                                                 | 大塚雅彦             | 庵野秀明                   | 鹤卷和哉、庵野秀明         | 鹤卷和哉   | 1996年2月14日  | 7.4%   |
| 同步率400%的结果是，真嗣的肉体消失、融合在插入栓内。经过一个月，律子开始实施营救计划，但似乎失败了。与此同时，真嗣经历了一段内心旅程。他得知父母为自己的出生献上祝福，从而找到了回到现实生活的希望并取回自己的身体。真嗣获救后，美里就去和加持约会，询问NERV隐瞒的真相。加持给了美里一粒胶囊，并说这可能是最后的礼物。 |                                                                                                 |                      |                            |                            |            |                |        |
| 第二十一集EPISODE:21 | NERV誕生 He was aware that he was still a child.（）                                            | 石堂宏之             | 薩川昭夫、庵野秀明         | 甚目喜一                   | 重田智     | 1996年2月21日  | 7.7%   |
| 初号机的觉醒超出了SEELE的预期，因此遭到冻结。SEELE对源堂失去信任，绑架来副司令冬月，想要从他口中了解实情。SEELE的质问勾起了冬月的回忆，从他与碇唯及源堂的相遇、第二次冲击的真相到NERV的诞生。同样，美里和律子也回忆了往事。不久后，加持将冬月救出，冬月警告他会因此丧命。加持给美里电话语音留言，鼓励她继续寻找真相，美里听后推断加持已经死了，情绪瞬间崩溃。 |                                                                                                 |                      |                            |                            |            |                |        |
| 第二十二集EPISODE:22 | 至少要像個人類 Don't Be.（）                                                                    | 高村彰               | 山口宏、庵野秀明           | 鹤卷和哉                   | 花畑まう   | 1996年2月28日  | 7.9%   |
| 屡次被使徒打倒后，明日香自尊心受损，唤起了幼年时痛苦的过去，导致她与贰号机的同步率直线下降。当第十五使徒出现在卫星轨道时，美里命令零号机出击、贰号机掩护，明日香气不过驾驶贰号机逞强而上。然而，在使徒的心理攻击下，明日香自我精神崩溃。面对危机，美里无计可施，源堂命令绫波丽投掷朗基努斯之枪对付使徒，朗基努斯之枪消灭使徒后进入绕月轨道，无法回收。另一方面，明日香败给自己所鄙视为人偶的绫波丽，大受打击。 |                                                                                                 |                      |                            |                            |            |                |        |
| 第二十三集EPISODE:23 | 淚 Rei III（）                                                                                  | 增尾昭一             | 山口宏、庵野秀明           | 鹤卷和哉、庵野秀明         | 鈴木俊二   | 1996年3月6日   | 6.9%   |
| 明日香将自己的内心封闭起来，但这导致她在迎击第十六使徒时，无法启动贰号机。零号机遭到使徒物理侵蚀，驾驶员的身体和精神也被侵入，面对自己的内心，绫波丽不禁流下了眼泪。无奈之下，源堂命令解除初号机的冻结出击。使徒攻向初号机，绫波因担心真嗣，加速与使徒融合，然后自爆与之同归于尽。事后，绫波奇迹生还，对真嗣说自己大概是第三个了。源堂安排律子接受SEELE的质询，作为绫波的替代。为了报复源堂，律子向美里和真嗣透露真相，破坏了绫波克隆人装置。                                                                            |                                                                                                 |                      |                            |                            |            |                |        |
| 第二十四集EPISODE:24 | 最後的使者 The Beginning and the End, or "Knockin' on Heaven's Door"（）                        | 摩砂雪               | 薩川昭夫、庵野秀明         | 摩砂雪、庵野秀明           | 摩砂雪     | 1996年3月13日  | 6.0%   |
| 律子因为破坏行为被监禁。失神的明日香被送入医院，SEELE派来渚薰接替她。渚薰对真嗣抱有好感，很快获得真嗣信任。然而，渚薰的真正身份是最后的使者——第十七使徒，他同化贰号机前往亚当所在。使徒和亚当接触将引发第三次冲击，真嗣自认遭到背叛，驾驶初号机追击。渚薰到达亚当所在，却发现那其实是莉莉丝。打倒贰号机后，初号机用手抓住了渚薰。渚薰敦促真嗣将自己杀死，不然人类将灭亡，真嗣犹豫不决，但最后还是动手了。 |                                                                                                 |                      |                            |                            |            |                |        |
| 第二十五集EPISODE:25 | 結束的世界 Do you love me?（）                                                                  | 鹤卷和哉             | 庵野秀明                   | 鹤卷和哉、庵野秀明         | 本田雄     | 1996年3月20日  | 7.7%   |
| 真嗣因为杀了渚薰而十分自责，他开始询问自己乘上EVA战斗的理由。「为什么驾驶EVA」同样困扰着明日香，绫波丽则持续讨论着「我是谁」。人类补完开始，所有人类的灵魂合而为一，彼此填补内心的残缺。各个人物真正所期望的到底是什么？美里直面自己与父亲和加持的关系，期望他人陪伴。明日香回忆被母亲抛弃，内心深处恐惧孤独。真嗣被告知这是他创造的只有他自己的封闭的世界、他所期望的世界。 |                                                                                                 |                      |                            |                            |            |                |        |
| 第二十六集EPISODE:26 | 在世界中心呼喊愛的怪獸 Take care of yourself.（）                                               | 摩砂雪、鹤卷和哉     | 庵野秀明                   | 摩砂雪、鹤卷和哉、庵野秀明 | 庵野秀明   | 1996年3月27日  | 10.3%  |
| 人类补完仍在继续。真嗣讨厌自己，自以为别人也讨厌自己，他认为自己除了驾驶EVA之外毫无价值。真嗣因无法认识自我而不安，认为没有人愿意了解自己。明日香、美里和绫波丽表示，这是理所当然，理解自己的只能是自己，所有要好好珍视自己。后又经众人说明，真嗣认识到只有和他人接触才能塑造自我，终于看到了自己不是EVA驾驶员的可能性，开始觉得自己过去拒绝的现实或许也没那么糟。这时候，真嗣的世界豁然开朗，大家都向他祝福「恭喜你」。                                                                                                 |                                                                                                 |                      |                            |                            |            |                |        |

## 评价

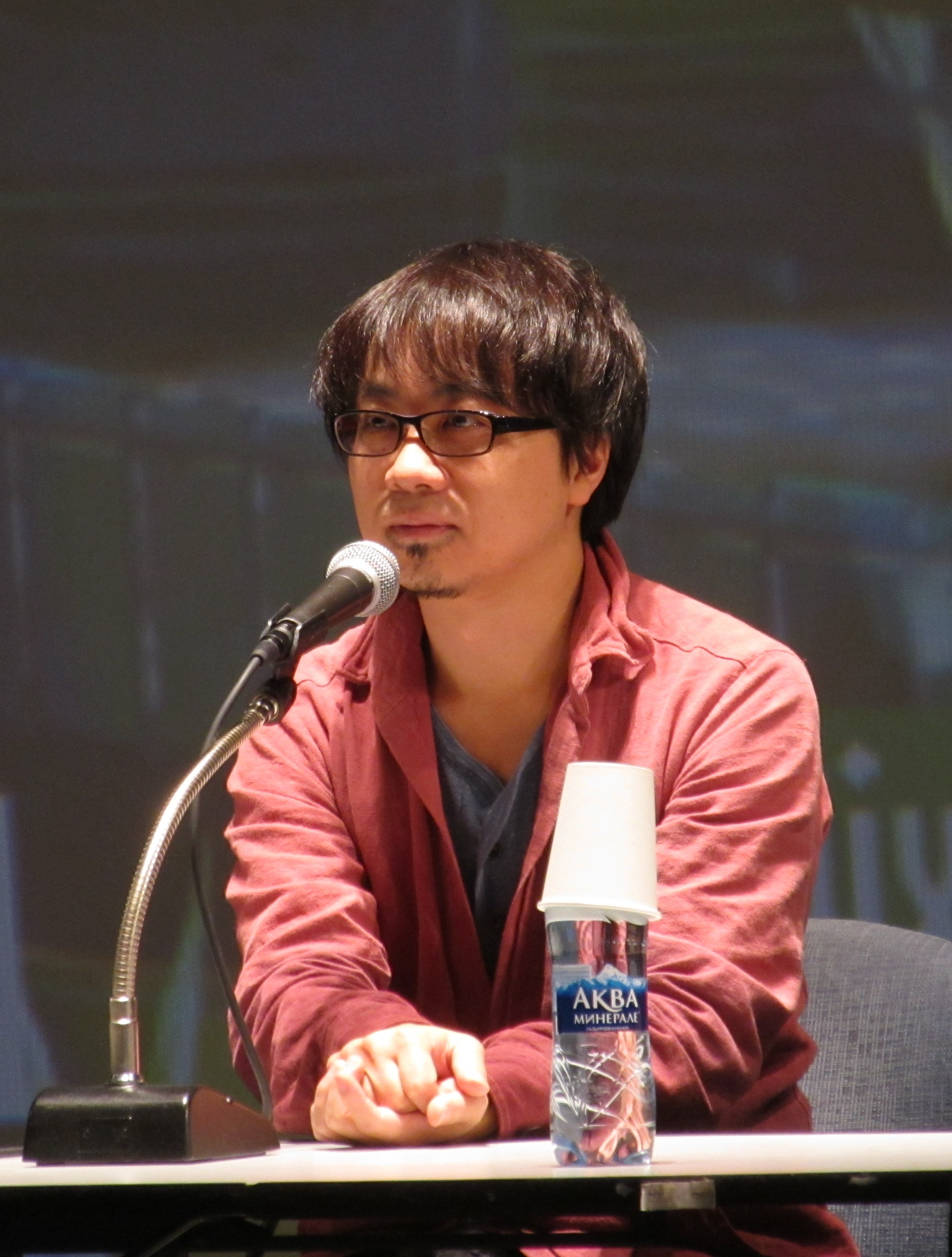
“《新世纪福音战士》的最后几集与剧集的其余部分有些有趣的不同，当我在大学里看过它们时，我觉得这很不寻常。这让我意识到这也是动画，并不是所有的（动画系列）都必须要有（人物）动作或者（画面）移动”。-新海诚

整部动画都得到了广泛的关注，而其中个别剧集也赢得了赞誉，并获得了各种奖项。例如，在《Animage》杂志举办的第19届年度动漫大奖赛上，有17集进入前100集观众"最受喜爱的单集"中。其中第24集和第26集分别以大约600张选票获得第一和第二名。动漫新闻网的马辛·塞隆（Marthin Theron）对本剧的核心情节大加赞赏，并称第11和第12集中的动作场景“激动人心且极富创意”。他的同事艾伦·戴弗斯（Allen Divers）说，他非常欣赏该剧后半部分的戏剧性寓言和内省性的转变，甚至说“《新世纪福音战士》中的人物和情节将能够使西格蒙德·弗洛伊德本人变得复杂”。而肯尼斯·李（Kenneth Lee）则持截然相反的观点，认为从第21集起的几集“摧毁了一部好动所有的美感”，让所有观众失望。Dorkly.com网站严厉批评了该剧的最后两集，将它们列为日本动画史上最荒谬的五个结局之一，并说：“这是重新定义了最狗屎的狗屎结局。[...]是一个如此荒谬的结局，以至于不得不特别发明一个词来描述它的荒谬”。Capsulecomputers.com也表达了类似的观点，将这两集评选为“日本动画最糟糕的结局”，并称“两集都充满了废话、伪哲学的无稽之谈”。Honeyfeed也在这个问题上表达了自己的观点，认为：“如果你有幸观看这部非凡的动画，请忽略结局”。Anime-planet.com网站表示最后两集“完全毁了这整部动画”，“所有的叙事情节都被抛到了窗外，为毫无意义的艺术画廊让路”。也有很多评论家都欣赏这两集的内容和深度。其中，动漫新闻网的尼克·克里默（Nick Creamer）称其为“日本动画史上最好的结局”。
意大利作家安德里亚·丰塔纳（Andrea Fontana）公开为电影《新世紀福音戰士劇場版》中包含的结局为电视版结局辩护，认为其与该系列的主题及其潜在含义绝对一致：“本剧的真正意义在于，从一开始就如此。请注意，从第一集开始，每个细节都充满了意义”。SBS Popasia的杰克·克莱兰（Jake Cleland）对电视版和电影版两个结局大家称赞并声称发现最后两集“令人难忘”：“这是新世纪福音战士可以给观众的最好的人生课：生活可能会令人困惑，甚至可怕，但活着真是太快乐了”。Animecritic.com的Pete Harcoff也给出了好评，并声称非常欣赏这两集展现出的原创性和哲学反思。

## 脚注